# 貝弗里路車站
貝弗里路車站（英語：Beverly Road station）是紐約地鐵IRT諾斯特蘭大道線一個地鐵站，位於布魯克林夫拉特布什貝弗里路及諾斯特蘭大道交界，設有2號線（任何時候停站）與5號線（僅平日停站）列車服務。

## 車站結構
| Ground | 街道層   | 出入口                                                                       |
| 月台層 | 側式月台 | 側式月台                                                                     |
| 月台層 | 北行     | ← 往威克菲爾德-241街 (教堂大道) ← 往伊斯徹斯特-代里大道或涅雷大道 (教堂大道) |
| 月台層 | 南行     | → 往夫拉特布什大道-布魯克林學院 (紐科克大道-小海地) →                        |
| 月台層 | 側式月台 |                                                                              |

此地下車站設有兩個側式月台和兩條軌道。
此站的名稱帶有兩個「e」，但位於BMT布萊頓線的貝弗里路車站位於同一條街上卻帶有三個「e」。這是因為這條街道以夫拉特布什大道分為兩半，西面拼作三個「e」而東面過去拼作兩個「e」造成。

## 外部連結
- 维基共享资源上的相關多媒體資源：貝弗里路車站
- nycsubway.org—Brooklyn IRT: Beverly Road
- Station Reporter — 2 Train
- The Subway Nut — Beverly Road Pictures （页面存档备份，存于）
- Beverly Road entrance from Google Maps Street View （页面存档备份，存于）
- Platforms from Google Maps Street View